# Rapala flemingi
Rapala flemingi är en fjärilsart som beskrevs av John Nevill Eliot 1969. Rapala flemingi ingår i släktet Rapala och familjen juvelvingar. Inga underarter finns listade.